# Vinjerac (tanker)
Vinjerac, hrvatski tanker izgrađen 2011 godine u riječkom brodogradilištu Treći maj za zadarsku Tankersku plovidnu. Brod ima vrijednost od 36,2 milujuna dolara. Dužina i širina mu je 194 m x 32 m. Maksimalna i prosječna brzina 13.6/13.1 čvorova.
- IMO broj: 9489194,
- MMSI broj: 238296000[1]